# Yves Marie Audrein
Yves Marie Audrein, né à Gouarec (Côtes-d'Armor), le 14 octobre 1741, mort assassiné à Kerfeunteun, aujourd'hui en Quimper (Finistère), le 19 novembre 1800, est un prêtre et évêque breton, député à l'Assemblée législative et à la Convention nationale.

## Avant la Révolution
Sous l'Ancien Régime Yves-Marie Audrein enseigna au collège de Quimper, et devint par la suite préfet des études au collège Louis-le-Grand à Paris au moment où Maximilien de Robespierre, Camille Desmoulins, Louis Marie Stanislas Fréron et François-Louis Suleau figuraient parmi les élèves de cet établissement. On prétend que dès cette époque Yves Marie Audrein tenait des propos révolutionnaires, il aurait dit : « Vive la Liberté, mes amis, au diable la cagoterie ». Il devint ensuite le dernier principal du collège des Grassins avant la suppression de l'institution en 1793.

## Sous la Révolution

### Mandat à la Législative
La France devient une monarchie constitutionnelle en application de la constitution du 3 septembre 1791. 
Le même mois, Yves-Marie Audrein, alors premier vicaire de l'évêque de Vannes, est élu député du département du Morbihan, le septième sur huit, à l'Assemblée nationale législative. 
Il siège sur les bancs de la gauche de l'Assemblée. En février 1792, il vote en faveur de la mise en accusation de Bertrand de Molleville, le ministre de la Marine. En avril, il vote pour que les soldats du régiment de Châteauvieux, qui s'étaient mutinés lors de l’affaire de Nancy, soient admis aux honneurs de la séance. 
La monarchie prend fin à l'issue de la journée du 10 août 1792 : les bataillons de fédérés bretons et marseillais et les insurgés des faubourgs de Paris prennent le palais des Tuileries. Louis XVI est suspendu et incarcéré avec sa famille à la tour du Temple.

### Mandat à la Convention
En septembre 1792, Yves-Marie Audrein est réélu député du Morbihan, le cinquième sur huit, à la Convention nationale. 
Il siège sur les bancs de la Plaine. Lors du procès de Louis XVI, il vote « la mort, avec la condition d'examiner, s'il est utile ou non de différer l'exécution » et se prononce en faveur de l'appel au peuple et du sursis. Le 13 avril 1793, il vote en faveur de la mise en accusation de Jean-Paul Marat. Le 28 mai, il est absent lors du scrutin sur le rétablissement de la Commission des Douze. 

### Sous le Directoire
Il se rapprocha de l'abbé Henri Grégoire, cette amitié fut certainement à l'origine de sa nomination comme évêque du Finistère, le 22 juillet 1798. Il ne manifesta aucun esprit de conciliation et s'opposa aux populations favorables aux prêtres réfractaires et aux chouans.

## Sous le Consulat
En 1800, au cours d'un de ses déplacements, sa voiture fut arrêtée par un groupe de chouans, probablement conduit par Michel-Armand de Cornouaille, et composé entre autres de Charles François Le Cat, Jean-Baptiste Lignaroux, Hervé Benden et de Le Goff. L'évêque fut fusillé immédiatement sur l'ancienne voie romaine de Quimper à Châteaulin, près de la chapelle Saint-Hervé aujourd'hui détruite, à Kerfeunteun, par vengeance du fait qu'il avait voté la mort du roi. Le concile de 1801 fit célébrer une messe pour son âme à Notre-Dame de Paris mais personne ne prononça d'oraison funèbre. Le tribunal spécial du Finistère prononça le 30 octobre 1801 plusieurs condamnations à mort à l'encontre des assassins.
La chapelle de Menfouès en Kerfeunteun fut reconstruite en 1801 avec les pierres de la chapelle Saint-Hervé détruite en expiation de cet assassinat.

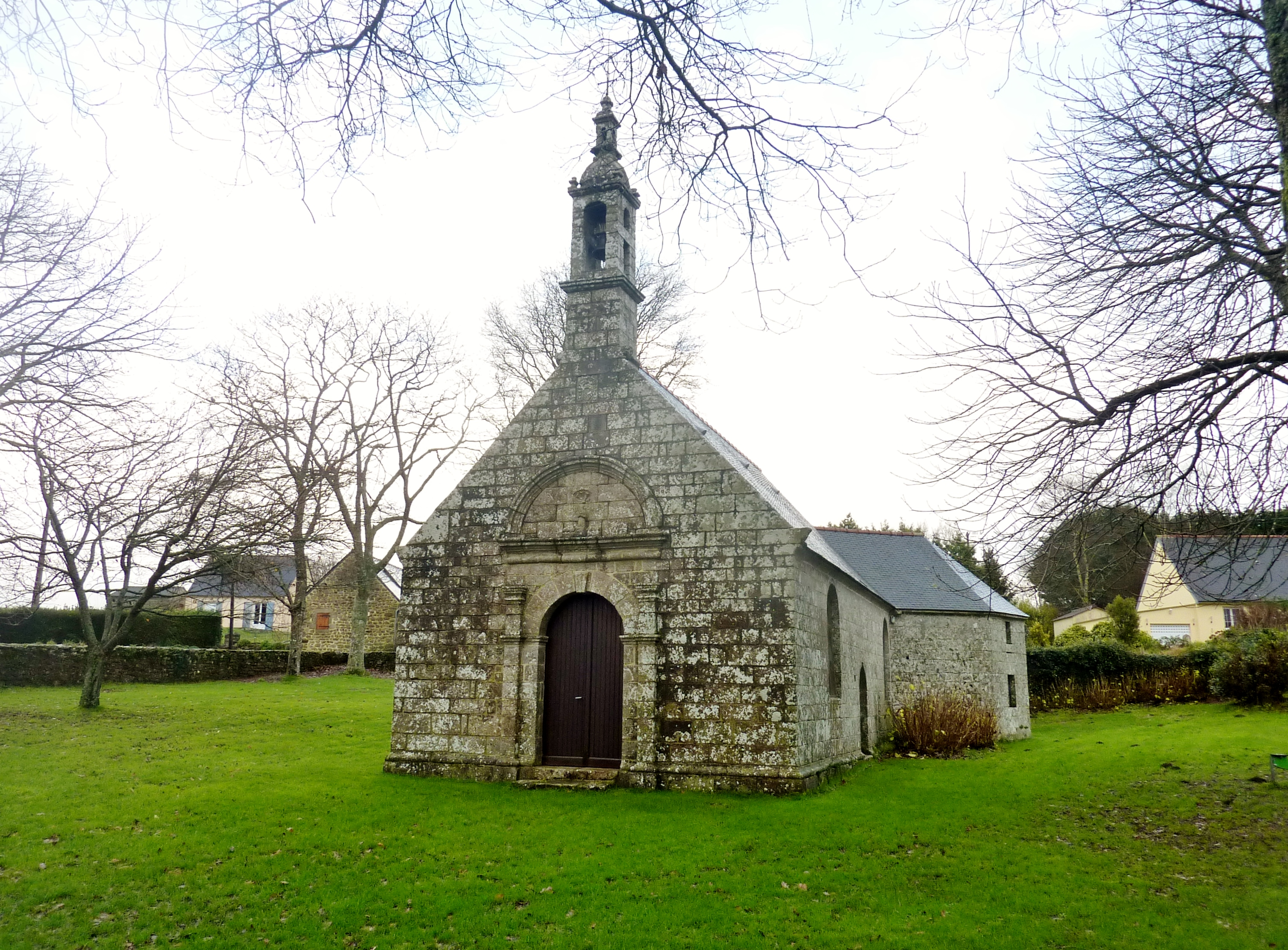
Kerfeunteun : la chapelle de Menfouès 1
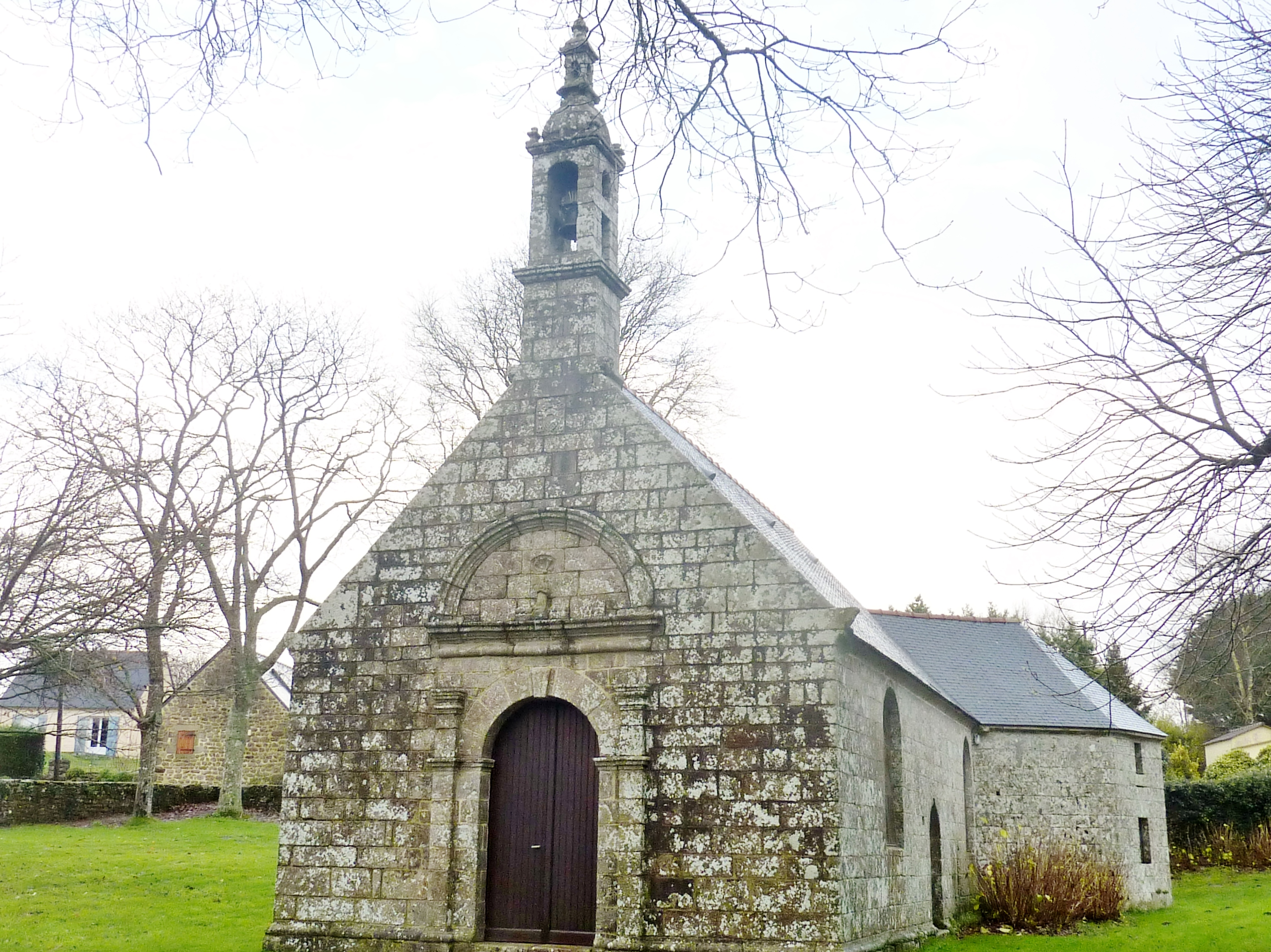
Kerfeunteun : la chapelle de Menfouès 2